# Benedetta Craveri
Pour les articles homonymes, voir Craveri.
Benedetta Craveri (née le 23 septembre 1942 à Rome) est une historienne italienne contemporaine.

## Éléments biographiques
Enseignante à l'Université Sœur-Ursule-Benincasa de Naples, Benedetta Craveri est l'auteur de plusieurs ouvrages consacrés à l'histoire des femmes sous l'Ancien Régime.
Elle reçoit en 2017 le prix mondial Cino-Del-Duca.

## Publications
- Madame du Deffand et son monde, (préface de Marc Fumaroli) Coll. Points Essais, Seuil, 1987, réédité par Flammarion, 1er novembre 2017  (ISBN 9782081421936).
- L'âge de la conversation, trad. Éliane Deschamps-Pria, Éditions Gallimard, 2003 (prix du Mémorial, grand prix littéraire d'Ajaccio). Prix Saint-Simon 2003.
- Marie-Antoinette et le scandale du collier, trad. Éliane Deschamps-Pria, Éditions Gallimard, coll. « Hors série Connaissance », 2008, 93 p.
- Reines et favorites : le pouvoir des femmes, trad. Éliane Deschamps-Pria (titre original du livre Amanti e regine), Paris, Gallimard, 2009, 484 p.
- Les derniers libertins, trad. Dominique Vittoz (titre original du livre Gli ultimi libertini), Paris, Éditions Flammarion, coll. « Au fil de l'histoire », 2016, 672 p.

Préfaces et introductions d'ouvrages
- Vie privée du Maréchal de Richelieu, Louis-François-Armand de Vignerot, Duc de Richelieu, Coll. Dix-huitième siècle, Editions Desjonquères (1993) ;
- Lettres de Lausanne : Et autres récits épistolaires suivis d'un essai de Sainte-Beuve, de Isabelle de Charrière, Coll. Rivages poche, Editions Rivages (2006) ;
- Avis d'une mère à sa fille, de Madame de Lambert, Coll. Rivages poche, Editions Rivages (2007) ;
- La Petite Maison, de Jean-François de Bastide, Coll. Rivages poche, Editions Rivages (2008) ;
- Lettres à Madame C..., de Mademoiselle Aïssé, Coll. Rivages poche, Editions Rivages (2009) ;
- Ourika, de Claire De Duras, Isabel Violante (Traduction), Flammarion, 2010.

## Sources et notes
- (it) Fiche biographique de Benedetta Craveri sur le site de l'Università degli studi Suor Orsola Benincasa de Naples.
- Ouvrages de l'historienne inscrits au catalogue du Sudoc
- Marc Riglet, « Critique-Femmes de pouvoir : Comment faire mentir l'adage de l’« imbécillité de jugement» du sexe faible, au sommet de l'État... », L'Express, 1er juin 2007